# Acanthispa generosa
Acanthispa generosa es un coleóptero de la familia Chrysomelidae. Es la especie tipo del género. Fue descrita en 1864 por Joseph Sugar Baly como Acanthodes generosa.